# Emiliano Torres
Emiliano Torres nació en Buenos Aires el 5 de diciembre de 1971. Es guionista y director de cine.
En 1991 ingresó en la Universidad del Cine de Buenos Aires y cursó la “Licenciatura en Ciencias Cinematográficas” con orientación en Dirección, formando parte de la primera generación de alumnos de dicha institución.
Desde 1996 a la fecha se desempeña como Asistente de Dirección y Guionista en numerosos largometrajes nacionales e internacionales rodados en Sudamérica y Europa. En los últimos años se destacó su trabajo en el cine europeo junto a directores como Marco Bechis, Miguel Courtois y Emanuele Crialese, entre otros.
El invierno es su primer largometraje de ficción.

## Filmografía
Director
- El invierno (2016).

Escritor
- El  invierno (2016).
- Las grietas de Jara (2016).
- Esperando al Mesías (2000).
- Todas las azafatas van al cielo (2002).

Director de Fotografía
- Muñeco (2003).

Asistente de Dirección
- Ejercicios de memoria (2015).
- Los inocentes (2013).
- Corazón de León (2013).
- Amor a mares (2012).
- Operación E (2012).
- Verdades Verdaderas, La vida de Estela (2011).
- Terraferma (2011).
- También la lluvia (2010).
- Una mujer(2010).
- Lucky Luke (2009).
- Papá por un día (2009).
- Nuevomondo (2006).
- Géminis (2005).
- El juego de la verdad (2004).
- Whisky Romeo Zulu (2004).
- Todas las azafatas van al cielo (2002).
- Figli (2001).
- Gallito ciego (2001).
- Esperando al Mesías (2000).
- Río escondido (1999).
- Garaje Olimpo (1999).
- Dibu 2, la venganza de Nasty (1998).
- Plaza de almas (1997).
- Moebius (1996).

Segundo Director
- Moebius (1996)

## Premios y distinciones
Festival Internacional de Cine de San Sebastián
| Año  | Categoría                  | Película    | Resultado |
| ---- | -------------------------- | ----------- | --------- |
| 2016 | Premio especial del jurado | El invierno | Ganador   |

- Premio Argentores 2013: Mejor Película para "El Invierno".
- Premio Raymundo Gleyzer - Instituto Nacional de Cine y Artes Audiovisuales: Mejor proyecto de película para "El Invierno" 2013.
- Mejor Película Premio de la Crítica Francesa / 25º Festival de Biarritz - Competencia Oficial.
- Mejor Ópera Prima / 38.º Festival Internacional de Cine de La Habana, Cuba.
- Mejor Película / 1.er Festival Internacional de Macao.
- Premio Cinéma en Construction / Rencontres Cinélatino de Toulouse 2016.
- Premio Ciné + / Rencontres Cinélatino de Toulouse 2016.
- Premio Balance de Oro / Pantalla Pinamar 2017.
- Premio Signis / Pantalla Pinamar 2017.
- Premio DAC  Directores Argentinos Cinematográficos, Graba 01, Mendoza, 2017.
- Premio Asociación de Críticos Argentinos, Festival Graba 01, Mendoza, 2017.
- Premio Sociedad General de Autores de la Argentina, 2017.
- Premio INCAA TV, 2017.